# Полет 269 „Уан Ту Гоу Еърлайнс“
Полет 269 „Уан Ту Гоу Еърлайнс“ е редовен вътрешен пътнически полет от международното летище „Дон Муанг“, Банкок, до международното летище „Пукет“, Пукет Тайланд, управляван от „Уан Ту Гоу Еърлайнс“. На 16 септември 2007 г. самолетът „Макдонъл Дъглас MD-82“, който изпълнява полета, се разбива в насип на пистата на летището в Пукет по време на опит за прекратяване на кацането и убива 90 от 130-те души на борда (включително един човек, който умира от изгаряния няколко дни след катастрофата). Това е третият най-смъртоносен авиационен инцидент в Тайланд.
Докладът за катастрофата е публикуван от Комитета за разследване на авиационни произшествия към Министерството на транспорта. Отделен доклад, изготвен от Националния съвет за безопасност на транспорта на Съединените американски щати, е включен към основния доклад. И двата доклада установяват, че капитанът и първият пилот надвишават часовете си за летене над законовите ограничения за полети. Първият пилот се опитва да прехвърли задълженията си по време на прекратяване на кацането към капитана и в крайна сметка нито един от тях не изпълнява задълженията си по отношение на маневрата, която е нужна заради променените метеорологични условия. Програмите за обучение и безопасност в авиокомпанията също са недостатъчни.
Между 2009 г. и 2010 г. на „Уан Ту Гоу Еърлайнс“ е забранено да извършва полети в страните от Европейския съюз поради опасения за безопасността. През септември 2010 г. марката „Уан Ту Гоу Еърлайнс“ е заличена и авиокомпанията е слята с „Ориент Тай Еърлайнс“.